# 暗黑破壞神：地獄火
《暗黑破坏神：地狱火》（英語：Diablo: Hellfire）是《暗黑破坏神》的唯一授权的资料片，由雪乐山(Sierra)制作并于1997年由雪乐山的子公司协和软件发行。暴雪娱乐本身从未研发过暗黑破坏神的资料片。在1998年，本资料片连同暗黑破坏神打包重新发售，并命名为《暗黑破坏神＋地狱火》。

## 简介
《暗黑破坏神：地狱火》是暗黑破坏神的单机资料片。虽然使用某些第三方游戏模组可以实现多人联机模式，但暗黑破坏神：地狱火无法实现战网多人游戏功能。因此，资料片虽然增加了许多新颖的物品和角色，但未能影响暴雪娱乐所研发的暗黑破坏神原本的热度。
《暗黑破坏神：地狱火》的故事并非延续暗黑破坏神的情节主线，而是作为一个原创的独立成篇的故事：一位崔斯特姆魔法师正在准备某个秘术仪式，不知不觉中释放了恶魔纳库尔，恶魔试图逃脱，但危急时刻，这位法师将纳库尔的所在之处封印了起来。玩家控制的角色将找到纳库尔的藏身之处，并将其制服。
《暗黑破坏神：地狱火》为暗黑破坏神增加了许多内容，例如：新添加的僧侣角色，两个新的地下城，众多新任务和技能，新的怪物，以及增强的迪亚布罗，并且也使游戏的物品系统也有了极大丰富。
《暗黑破坏神：地狱火》将新的内容与原作相融合，但玩家要进入新的关卡和任务，必须要完成原作中一定数量的任务，然后再与崔斯特姆北部牛群旁的农民莱斯特对话。如果玩家没有完成足够的任务，莱斯特将拒绝你进入新的地下城。

## 延续性
《暗黑破坏神：地狱火》的故事内容并没有被编入暗黑破坏神的续作暗黑破坏神II中，但是许多游戏内容和设置被续作保留，例如：角色可以从行走状态切换至跑步状态，而不是像原作那样始终慢速移动，通过键盘按键而不是技能可使掉落物品高亮显示，通过与特定的NPC对话可以自动得到治愈，而不需要点击获取治疗。

## 扩展阅读
- Diablo: The Hell - Hellfire modification that fixes many of its bugs and brings more randomness and challenge to the game.
- Diablo Evolution （页面存档备份，存于） - In-depth analysis about the history and development of Diablo and Hellfire.
- 中的“Diablo: Hellfire”